# Zangī Choqā
Zangī Choqā (persiska: زنگی چقا) är en ort i Iran.   Den ligger i provinsen Kermanshah, i den västra delen av landet, 400 km väster om huvudstaden Teheran. Zangī Choqā ligger 1 275 meter över havet och antalet invånare är 243.
Terrängen runt Zangī Choqā är huvudsakligen kuperad, men norrut är den platt. Zangī Choqā ligger nere i en dal. Runt Zangī Choqā är det ganska tätbefolkat, med 207 invånare per kvadratkilometer. Närmaste större samhälle är Harsīn, 16,0 km öster om Zangī Choqā. Omgivningarna runt Zangī Choqā är i huvudsak ett öppet busklandskap.